# //build/
1. REDIRECIONAMENTO Microsoft Build